# Solar da Marquesa de Santos
O Solar da Marquesa de Santos, localizado na região central de São Paulo, é sede do Museu da Cidade de São Paulo e recebe diversas exposições culturais.
A residência, feita à base de taipa de pilão, foi construída por volta da segunda metade do século XVIII. Entre 1834 e 1867, o prédio serviu de moradia para Domitila de Castro Canto e Melo, conhecida como Marquesa de Santos, que adquiriu o imóvel da herdeira do Brigadeiro Joaquim de Moraes Leme após o rompimento de suas relações com D. Pedro I.
Em 1880, foi colocada em leilão e comprada pela Mitra Diocesana, que instalou no local o Palácio Episcopal. A entidade realizou diversas obras no local, resultando em modificações na estrutura.
Entre 1909 e 1967, o imóvel foi utilizado pela The São Paulo Gaz Company, que fez outras mudanças no prédio até ser desapropriado pelo Prefeitura Municipal. Em 1971, o Solar foi tombado como monumento histórico do Estado de São Paulo e nomeado como patrimônio municipal. No ano de 1975, tornou-se sede da Secretaria Municipal de Cultura.
Por conta das diversas alterações na estrutura, o imóvel precisou passar por duas restaurações, a primeira na década de 1960 e a segunda em 1990. O primeiro piso ainda preserva as paredes originais de taipa de pilão e pau-a-pique originais do século XVIII.

## História

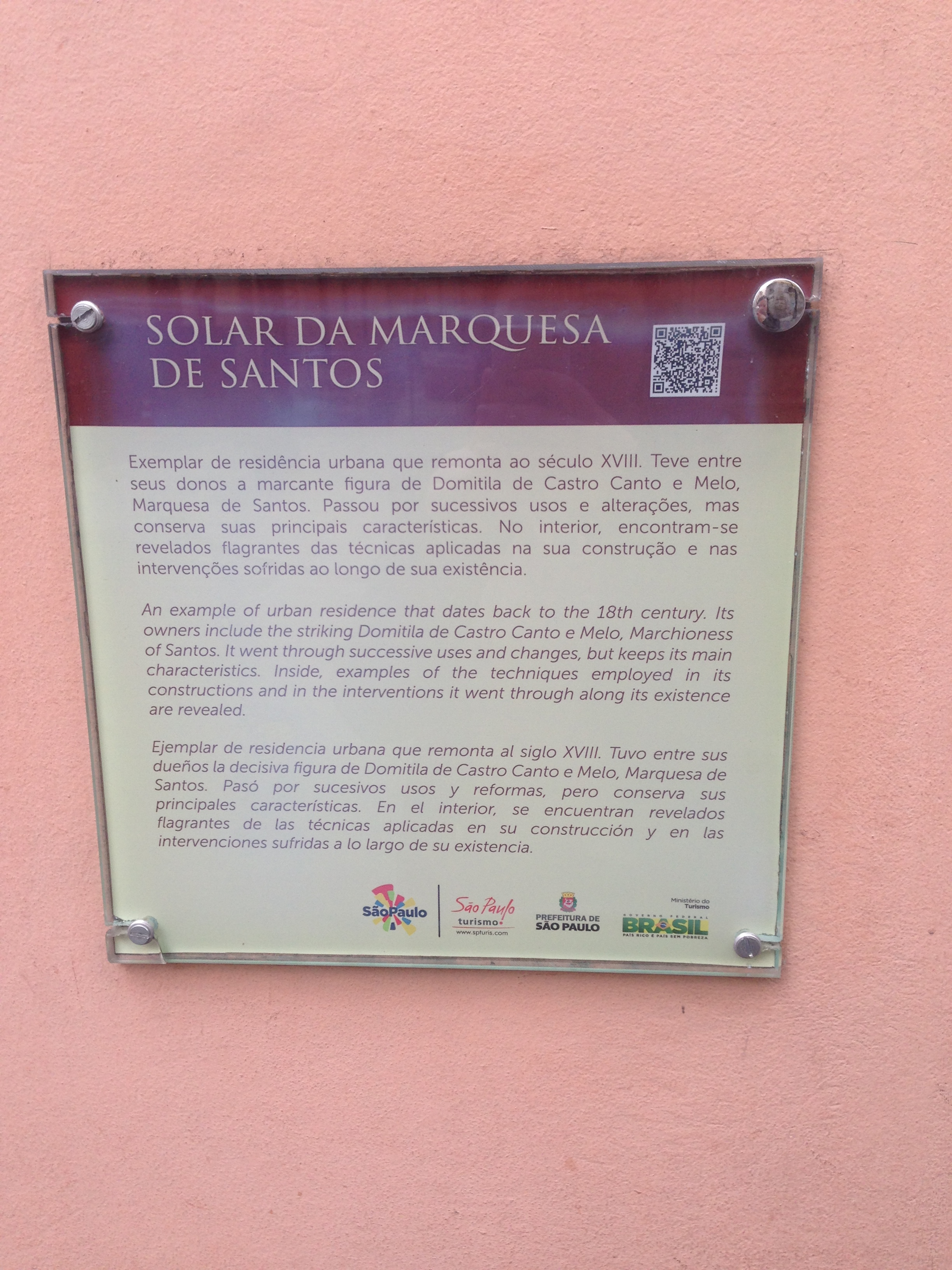
Placa com informações do Solar

As primeiras referências em documentos ao Solar da Marquesa de Santos são datadas do período entre 1739 e 1754, que mostram a existência de quatro casas na Rua do Carmo (atual Rua Roberto Simonsen) pertencentes a André Alvares de Castro. Houve uma provável junção de duas dessas casas de taipa de pilão, que teria originado o Solar, de acordo com os registros daquele século e análises de arquitetura elaboradas pelo Departamento do Patrimônio Histórico (DPH).
O Brigadeiro José Joaquim Pinto de Morais Leme recebeu o edifício como pagamento de dívidas no ano de 1802.
Ao voltar do Rio de Janeiro e após o término de suas relações com D. Pedro I, Maria Domitilla de Castro e Melo, a Marquesa de Santos, adquire da herdeira do Brigadeiro a casa nº 3 da Rua do Carmo, por onze contos e quatrocentos mil réis, e faz várias alterações no imóvel durante o tempo em que foi proprietária, entre 1834 e 1867. Por conta das famosas festas, saraus e bailes realizados pela Marquesa, a residência passou a ser chamado de Palacete do Carmo, e ficou conhecido como um dos mais aristocráticos imóveis paulistas. Com a morte de Maria Domitilla em 1867, a propriedade do Solar passou para seu filho, o Comendador Felício Pinto de Mendonça e Castro.
No ano de 1880, a residência é colocada em leilão e arrematada pela Mitra Diocesana, que instalou o Palácio Episcopal e fez reformas no local, como a construção de uma capela e de uma cripta sob o altar-mor. Foi provavelmente nesse período que a fachada da Rua do Carmo ganhou a feição neoclássica que é mantida até os dias de hoje.

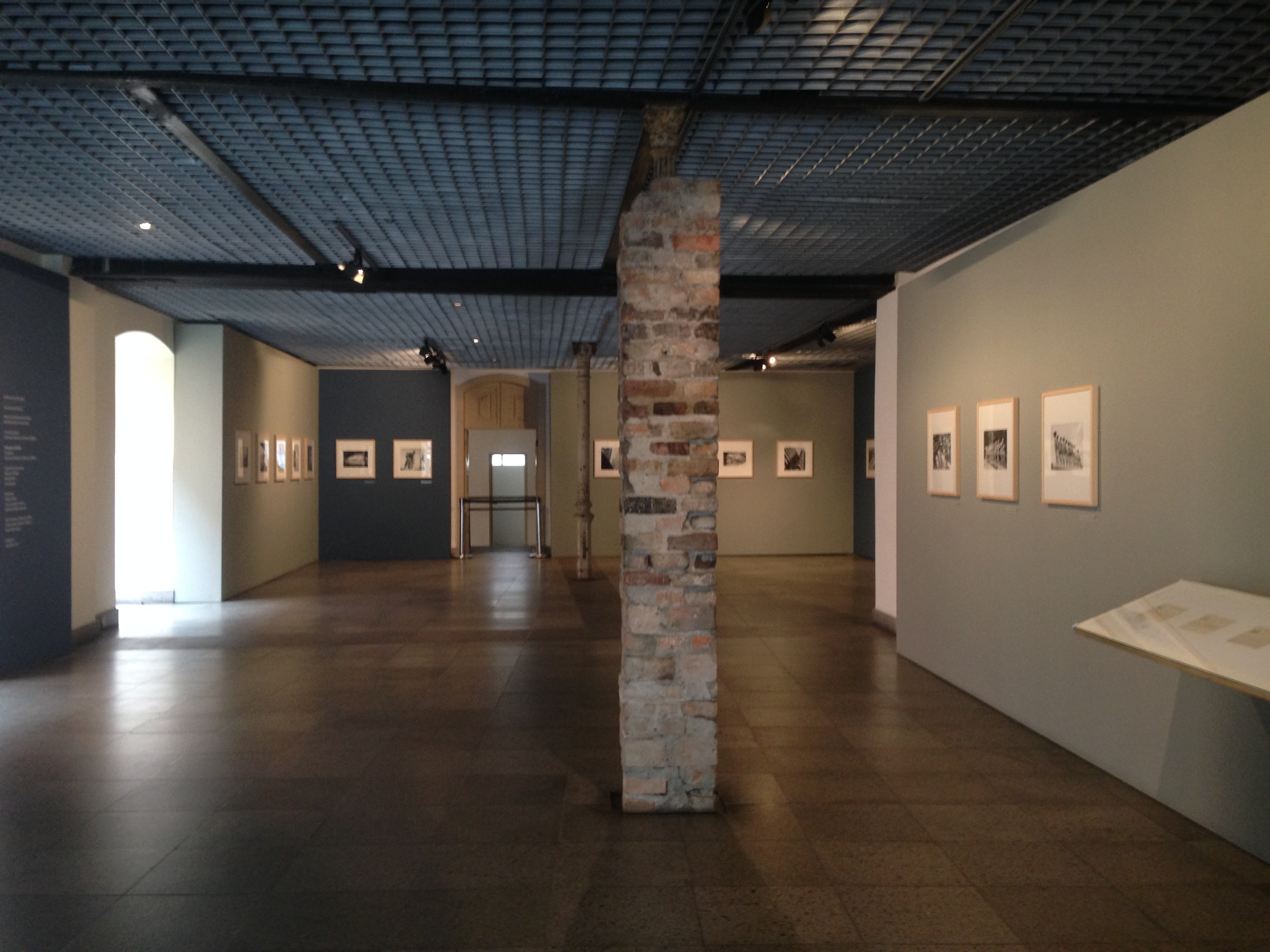
Sala do Solar da Marquesa de Santos

Em 1909, o imóvel foi comprado pela The São Paulo Gaz Company, que instalou seus escritórios no local. Para adaptar-se ao novo uso, a casa passou por novas modificações e ganhou algumas ampliações: foram demolidas paredes de taipa de pilão e as janelas e portas foram transformadas em vitrines. Com o intuito de melhorar a iluminação e a ventilação, foi aberto um pátio na lateral direita do lote, alterando o desenho do telhado. Uma claraboia também foi introduzida em uma das salas do primeiro piso em 1916.
Em 1934 foi construído o primeiro dos anexos e cinco anos depois, o restante, alterando totalmente a fachada posterior; foram feitas alterações internas, como introdução de escadas, eliminação e acréscimo de vãos.
No ano de 1965, uma nova intervenção pretende recuperar as características coloniais do imóvel: a fachada principal foi recomposta, tomando a feição utilizada atualmente. Eliminaram-se as vitrines da fachada principal e foi recomposta a série de três vãos no térreo, sob o balcão maior, para atender ao uso da loja da Companhia Paulista de Gás (antiga The São Paulo Gaz Company). Após dois anos, a prefeitura desapropriou a Companhia de Gás e ficou com todos seus imóveis, incluindo o Solar.
Em 15 de junho de 1971, o Solar da Marquesa de Santos foi tombado como monumento histórico do Estado de São Paulo e  incorporado ao patrimônio municipal. No ano de 1975, tornou-se sede da Secretaria Municipal de Cultura e do recém criado Departamento do Patrimônio Histórico (DPH).

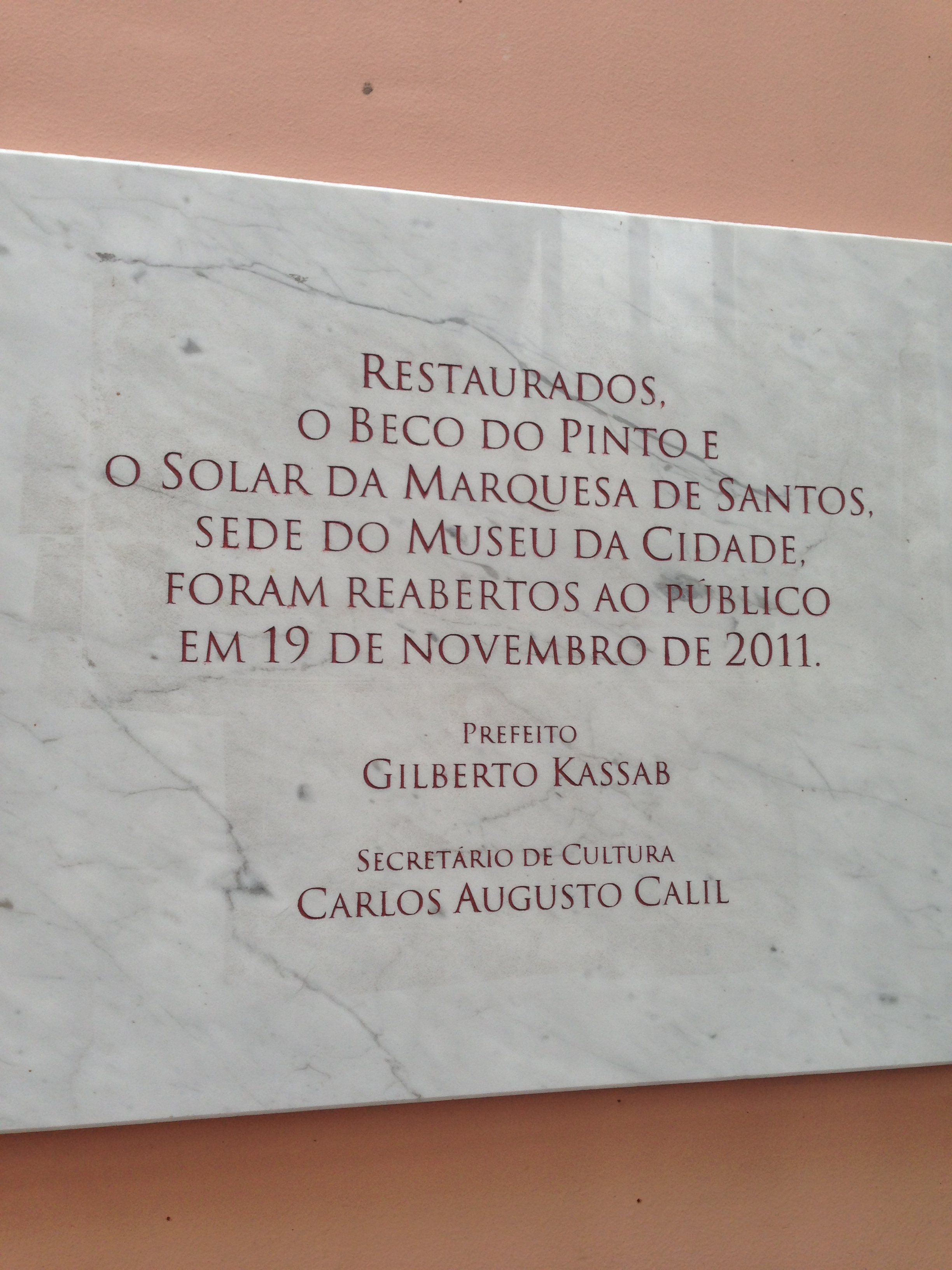
Placa de reabertura do Solar da Marquesa de Santos

### Restaurações
As adaptações feitas no imóvel durante os vários usos do local fizeram com que suas características originais fossem modificadas. Por conta desse fator, em 1991 foram realizadas obras de restauro com base em análises da evolução construtiva do imóvel. O restauro realizado no Solar, preservou as características das diversas modificações feitas durante a construção. Os ambientes do térreo foram conservados, os vestígios da calçada utilizada no século XVIII foi preservada no pátio interno e as intervenções realizadas durante a década de 1960 foram desfeitas e demolidas. Ainda durante a fase de restauração, as paredes de pau a pique e taipa de pilão foram conservadas e deixadas a mostra, assim como foi feito também com algumas pinturas e pisos. Para finalizar a restauração, as características neoclássicas de 1965 foram mantidas na fachada.
O Solar passou por mais duas restaurações, em 1996 e entre 2008 e 2011. Após a conclusão do processo de restauração, a residência foi reaberta ao público em 19 de novembro de 2011, sendo possível ainda encontrar alguns utensílios, como cama, espelho e uma espreguiçadeira usada pela marquesa.

## Características Arquitetônicas

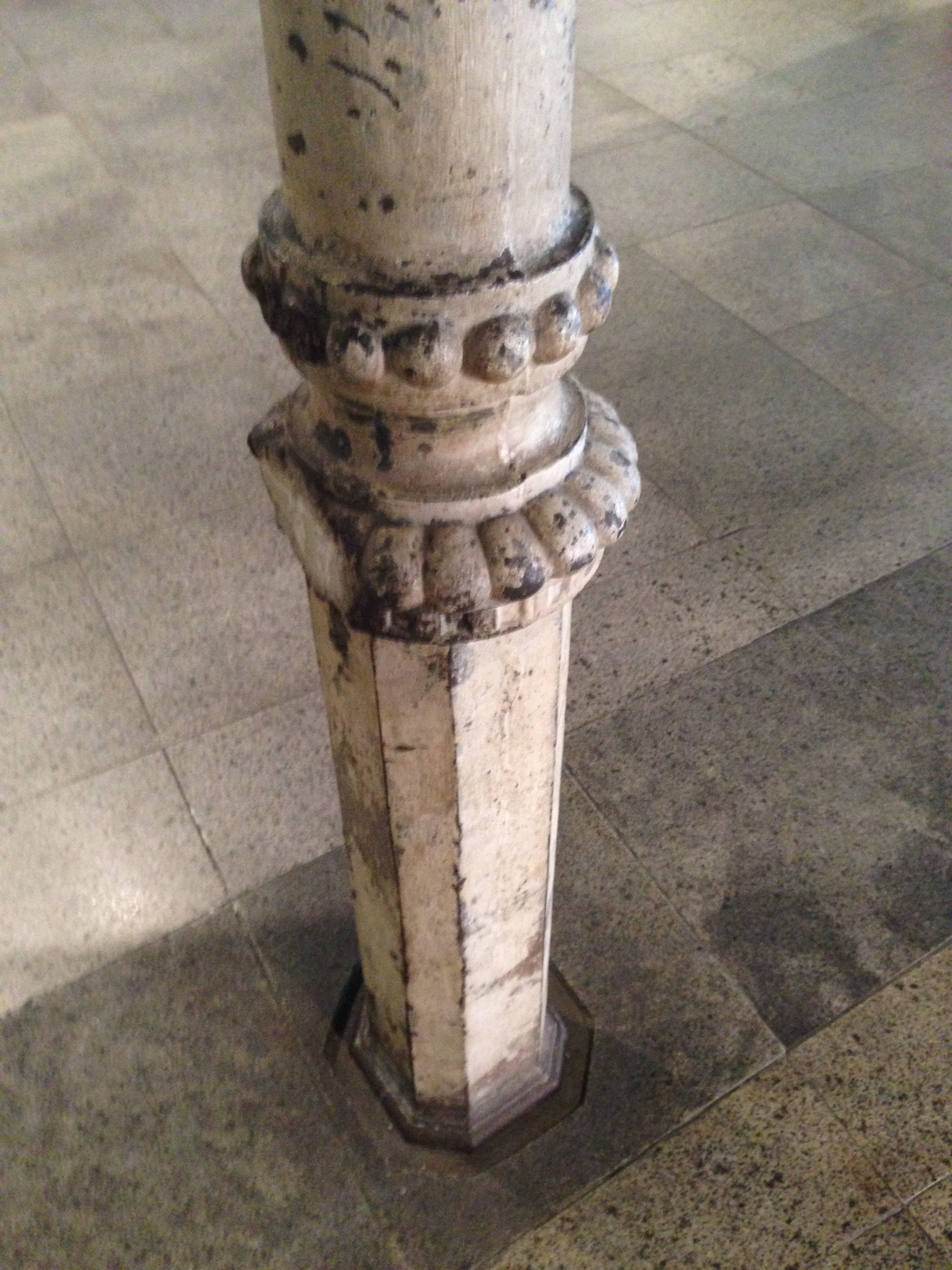
Coluna do Solar da Marquesa de Santos

O Solar da Marquesa de Santos é visto como um dos raros exemplos de residência urbana característica do século XVIII. O prédio mantêm as características arquitetônicas decorrentes das muitas reformas realizadas durante os séculos. Podemos encontrar no local algumas das características originais da construção, como as paredes de taipa de pilão e algumas estruturas de concreto e alvenaria de tijolos. O Solar é composto por um edifício principal de dois pavimentos na Rua Roberto Simonsen e possui também anexos com cinco pavimentos voltados para a Rua Bittencourt Rodrigues, construídos nas décadas de 1930 e 1940.

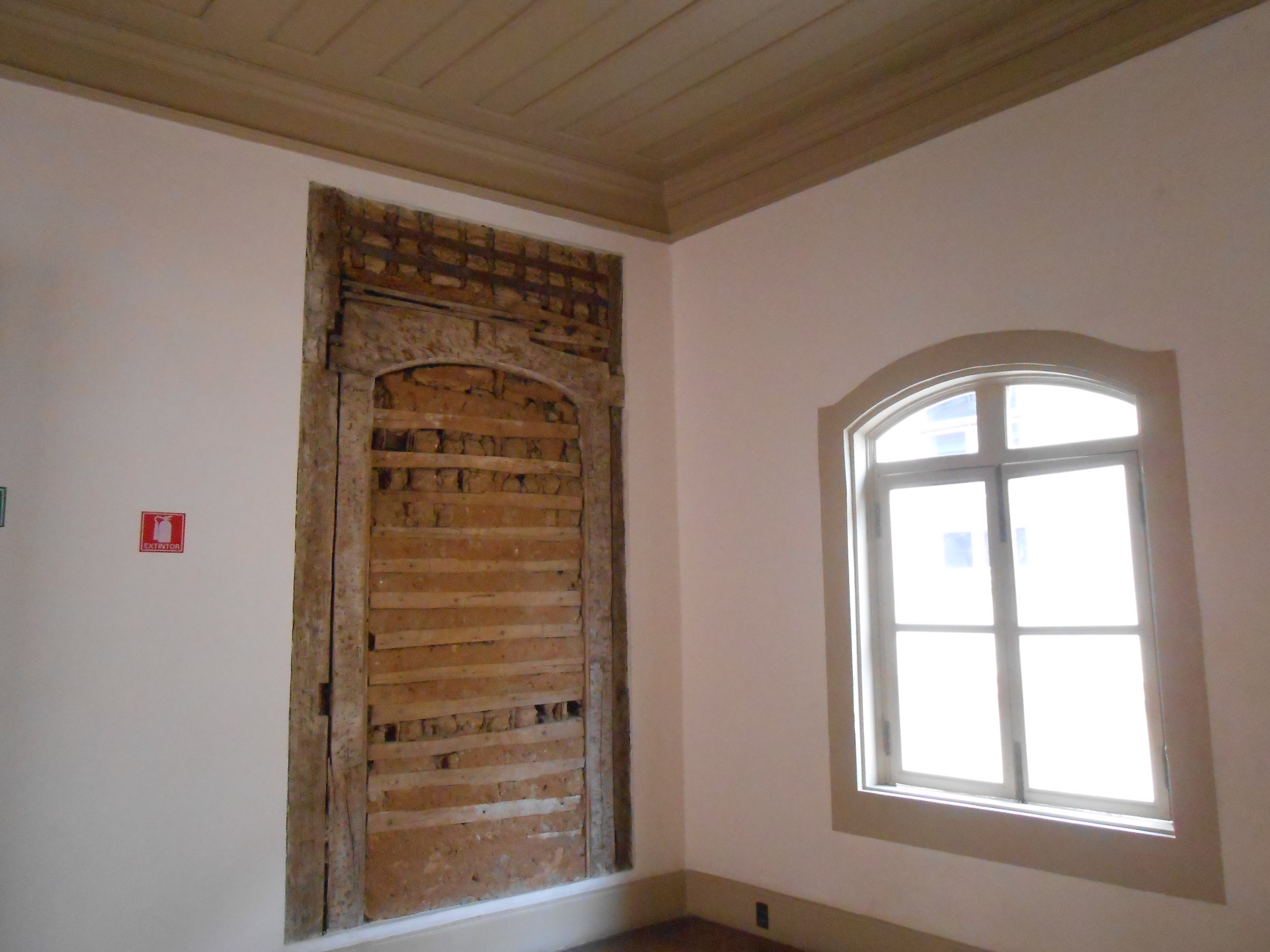
Parede original de taipa de pilão

A fachada principal mantêm a composição neoclássica do século XIX, apresentando frontões, platibanda ocultando a cobertura de telhas cerâmicas, vãos emoldurados e balcões em detalhada serralheria. Todos os vãos da residência guardam esquadrias de madeira almofadadas, sendo que as portas-balcão possuem também postigos de madeira e, assim como as janelas, são seguidas externamente por esquadria de madeira com panos de vidro.
No térreo é possível perceber as mudanças feitas no século XX, como o piso de granito, com demarcações dos embasamentos encontrados nas escavações arqueológicas, e forro modulado de alumínio. O primeiro piso mantém mais características antigas, como os vestígios de pinturas murais, o piso de assoalho e painéis com douramento.

## Significado histórico e cultural

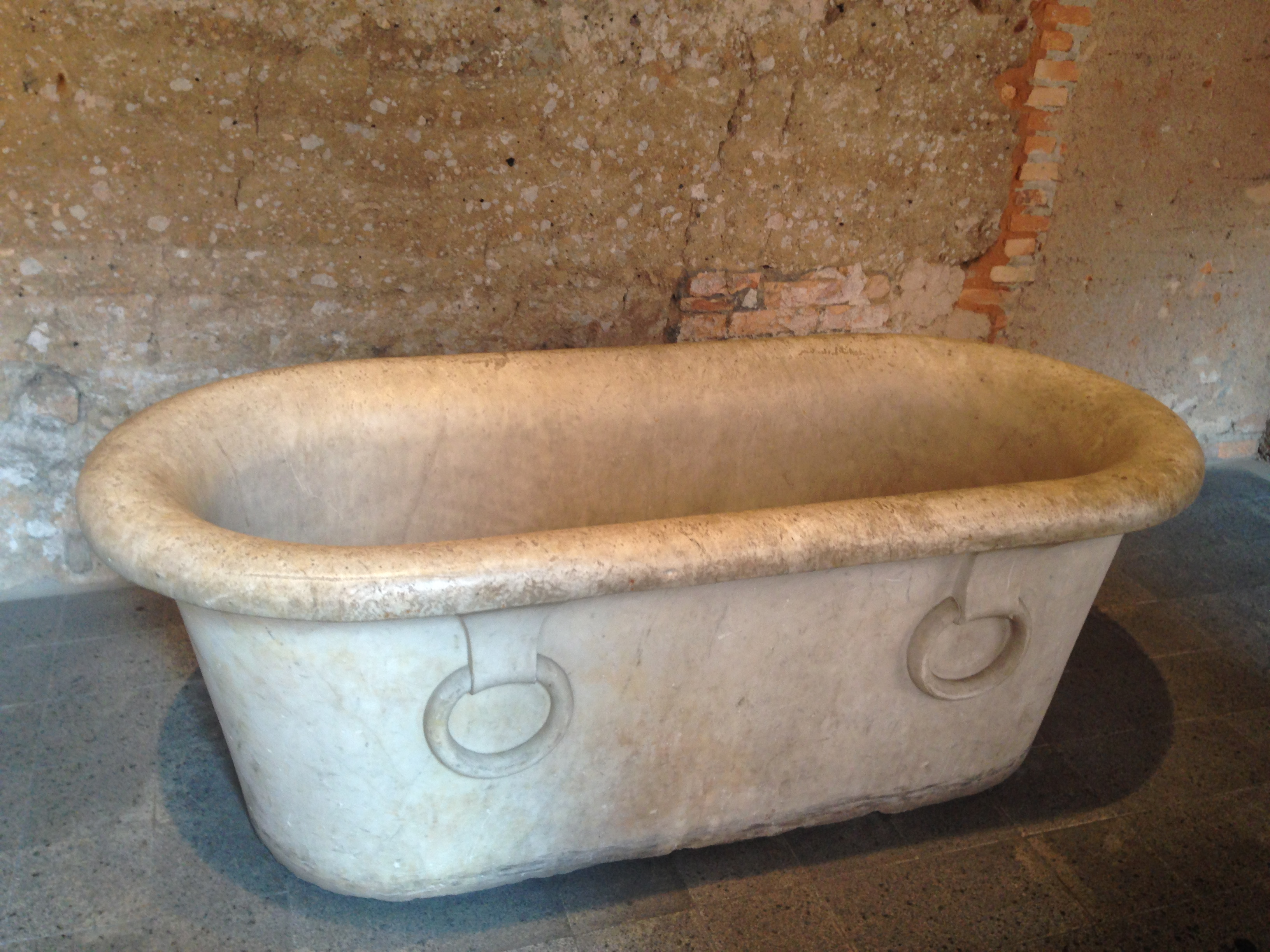
Banheira utilizada pela Marquesa de Santos

O prédio do Solar da Marquesa de Santos fica próximo ao Pátio do Colégio, local onde a cidade de São Paulo teve início e foi fundada. Dessa forma, o Solar da Marquesa de Santos é visto até hoje como o mais antigo e principal exemplo de moradia urbana paulista. Mesmo após sofrer muitas alterações em sua estrutura, boa parte das características originais ainda estão preservadas, o que traz para a casa um grande significado histórico e cultural ligados ao século XVIII.
Os visitantes do Solar podem encontrar no local mobílias e utensílios domésticos que foram usados pela própria Marquesa de Santos, como a sua banheira, um piano e retratos da marquesa pintados por artistas da época. O acervo do museu também conta com fotografias da cidade, na época de sua construção.

### Tombamento
Através da Resolução de 14 de junho de 1971 do Conselho de Defesa do Patrimônio Histórico, Arqueológico, Artístico e Turístico (CONDEPHAAT), o tombamento do Solar da Marquesa de Santos como monumento histórico foi publicado no Diário Oficial do Estado de São Paulo no dia 15 de junho de 1971.
O documento completo com o processo de tombamento do patrimônio está digitalizado e disponível para consulta online. Também estão disponíveis os processos com o pedido de restauração do Solar de 1988 e 2003.

### Louças do Solar da Marquesa
Os fragmentos de louças encontrados durante as escavações foram divididos em três grupos: o primeiro como um resultado do aterro feito no local, o segundo possivelmente dos moradores do solar e o terceiro, um grupo pequeno mas criado por apresentar fragmentos discrepantes do restante encontrado no local. Estima-se que os fragmentos do primeiro grupo, relacionados ao aterro, sejam de 1700 a 1840, principalmente pela ausência de tipos decorativos nas peças analisadas. Já no segundo grupo, encontram-se fragmentos de porcelanas europeias do final do século XIX e brasileiras do século XX. O terceiro grupo tem datação sugerida do século XIX, com a presença de um fragmento de faiança portuguesa e um de porcelana chinesa, além de 5 fragmentos de porcelana europeia.

## Estado Atual

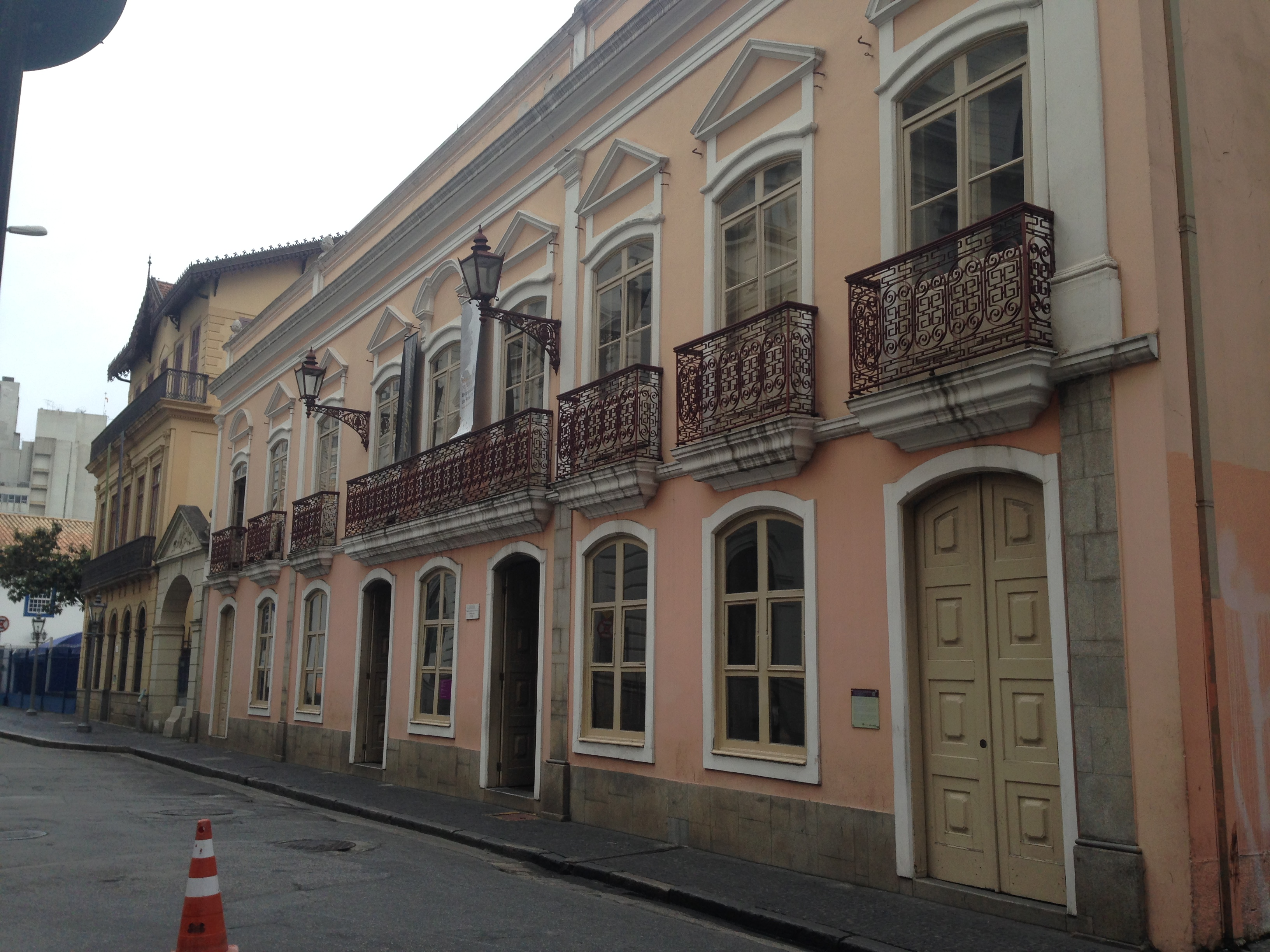
Fachada restaurada

As restaurações feitas no Solar foram responsáveis por manter e trazer de volta características que haviam sido modificadas no século XIX, como os forros apainelados, os assoalhos nos pisos e pinturas.
Ao visitar o Solar, é possível encontrar trechos das paredes originais, que foram deixadas à mostra com o intuito de informar quais era as técnicas utilizadas para construção da residência. Outras características construtivas que foram mantidas até os dias de hoje foram as taipas francesas e alvenarias datadas do século XVIII. Também optou-se por conservar a fachada do edifício com o estilo neoclássico adicionado em 1965 
Atualmente, o Solar da Marquesa de Santos é usado como sede do Museu da Cidade de São Paulo e recebe diversas exposições.